# Ingres (baza danych)
Ingres – system zarządzania relacyjnymi bazami danych firmy Computer Associates, który został udostępniony 4 sierpnia 2004 na licencji open source – CA Trusted Open Source Licence (CATOSL).
Historia systemu Ingres sięga roku 1977, kiedy rozpoczęto prace nad projektem na Uniwersytecie Kalifornijskim Berkeley. Prace pod kierunkiem dr Michaela Stonebrakera trwały do roku 1985 na uniwersytecie. Następnie system zarządzania relacyjnymi bazami danych Ingres został skomercjalizowany i rozwijany przez firmę Relational Technologies. W 1989 firma Relational Technologies zmieniła nazwę na Ingres. W końcu firmę Ingres wykupiła firma Computer Associates. Od 1986 prowadzono prace nad kodem systemu Ingres na Uniwersytecie Kalifornijskim Berkeley pod kierunkiem prof. Michaela Stonebrakera. Efektem tych prac był opublikowanie w 1995 kodu nowego systemu zarządzania bazami danych pod nazwą Postgres95, przemianowanego w 1996 na PostgreSQL.